# Couvent de la Merci à Paris
Pour les articles homonymes, voir Couvent de la Merci (homonymie).
Ne doit pas être confondu avec Couvent de Notre-Dame de la Merci.
Le couvent de la Merci à Paris est un ancien monastère fermé en 1790 dont le bâtiment est situé au 45, rue des Archives.

## Histoire
Le couvent de la Merci à Paris était le plus important de l’Ordre de Notre-Dame-de-la-Merci, fondé en 1218 pour le rachat des chrétiens capturés par les Barbaresques et réduits en esclavage, qui se transforme ensuite en ordre caritatif et missionnaire et participe à l’évangélisation du Nouveau Monde.
Marie de Médicis installe les Pères de la Merci en 1613 à l’emplacement d’un hospice et d’une chapelle fondés en 1348 par Arnould de Braque au 45, rue de Chaume, actuelle rue des Archives. Les bâtiments conventuels sont construits par Charles Chamois au cours du XVIIe siècle.
De nouveaux bâtiments sont construits de 1727 à 1731 par l’architecte Pierre François Godot en laissant subsister des éléments du XVIIe siècle. L’édifice est établi sur un plan en U autour d’une cour fermée par un portail sur rue avec deux cadrans solaires en façade, l’un sur le bâtiment en fond de cour, l’autre sur l’aile droite.
Celui-ci, visible de la rue, comporte la devise latine «utere dum luceat» : «profite tant qu'il est permis », l'autre caché à la vue des passants est l'ange de la mort, allégorie du Temps tenant la faux.
Le bâtiment central comporte un escalier du XVIIIe siècle.
Le couvent est fermé à la Révolution et utilisé pour enfermer les prisonniers attendant la guillotine.
Le bâtiment est vendu en 1799 et transformé en immeuble de rapport et commerce. La construction, restaurée à la fin du XXe siècle avec suppression d’une construction parasite dans la cour, est divisée en appartements. Le portail, les façades, l'escalier intérieur et les cadrans solaires sont protégés comme monuments historiques.

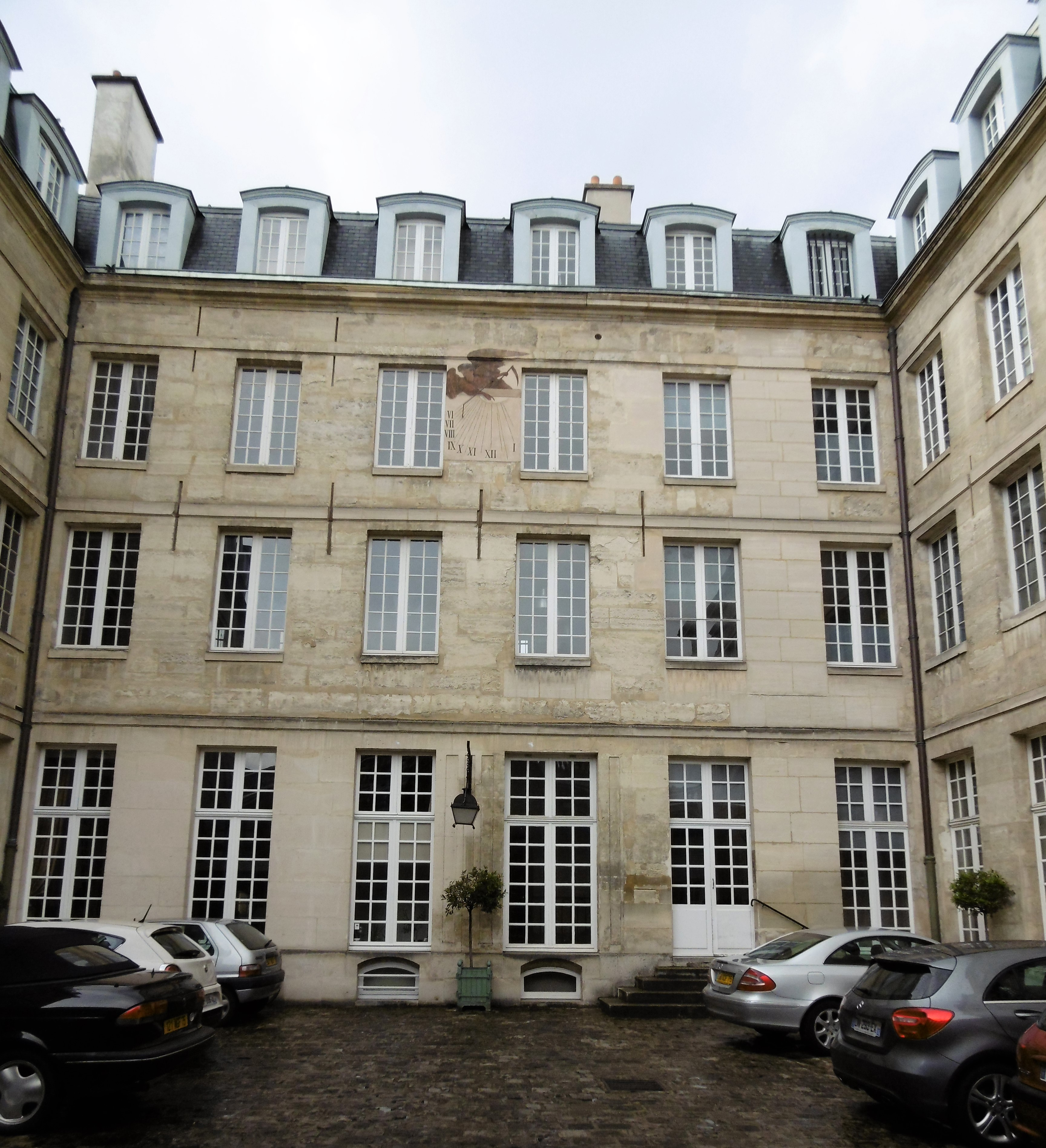
Cour de l’ancien couvent.
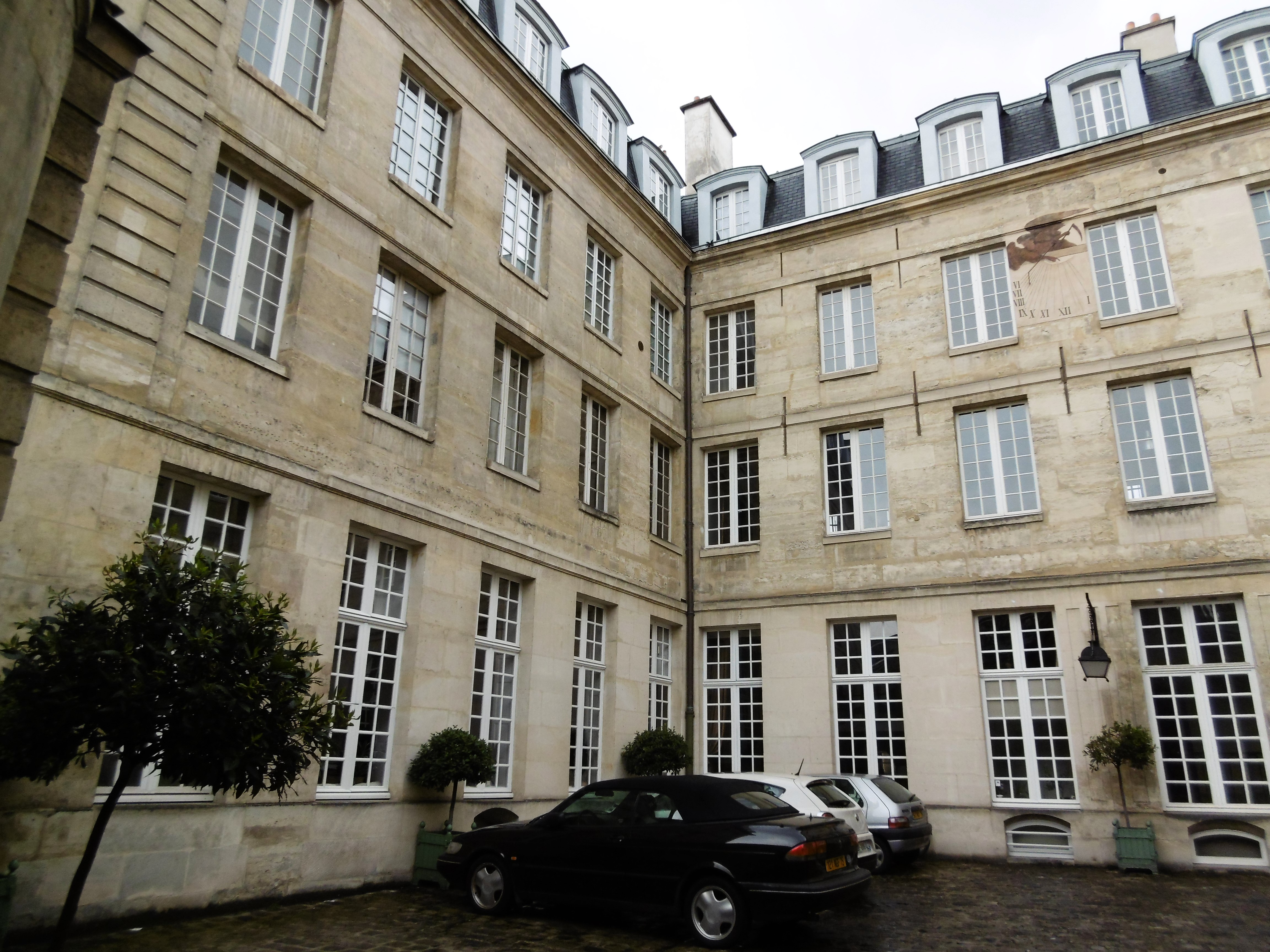
Cour : aile gauche.

Les cadrans solaires
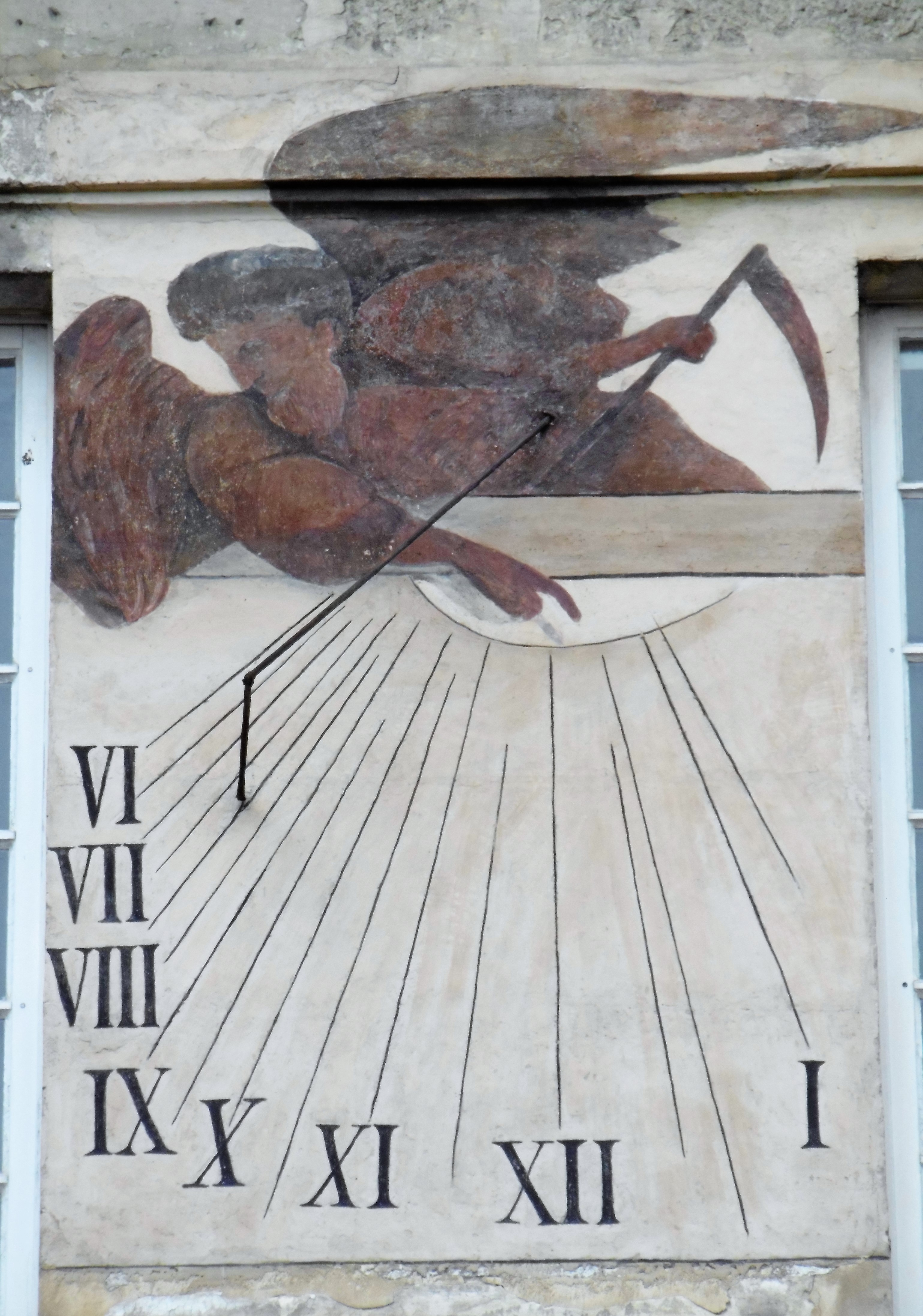
Cadran solaire sur le bâtiment en fond de cour.
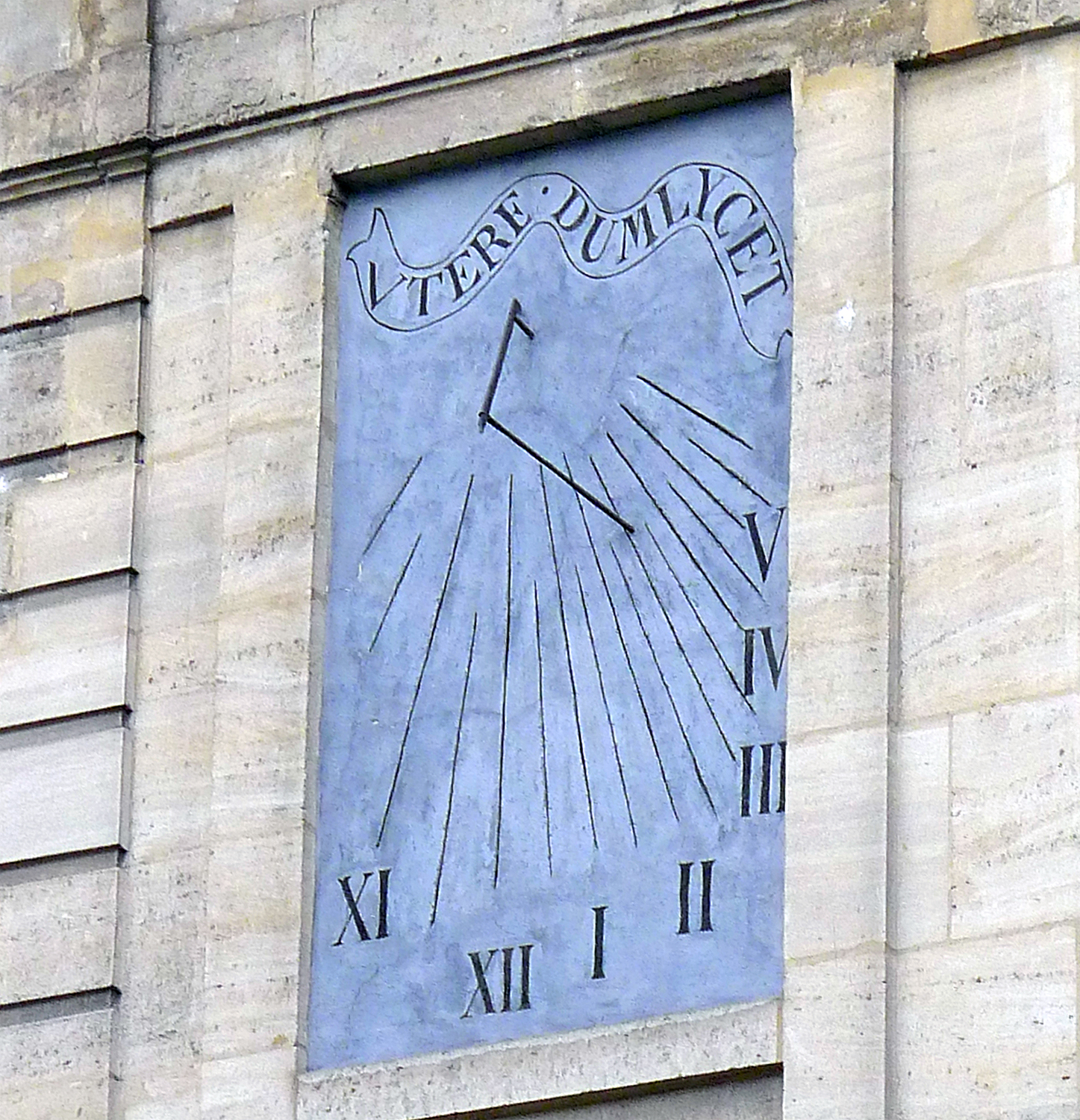
Cadran solaire sur l’aile droite de la cour.

## L’église
L’église du couvent au 47, rue des Archives, à l‘angle de la rue de Braque, était l’œuvre de Charles Chamois. Le prince de Soubise, qui souhaitait un vis-à-vis digne de son nouvel hôtel situé sur le trottoir d’en face, demandera en 1709 à son architecte Germain Boffrand d’édifier une nouvelle façade. Elle fut en grande partie détruite en 1799 et le terrain utilisé par un marchand de charbon. Ses derniers vestiges furent rasés en 1877 pour construire un immeuble d’habitations.

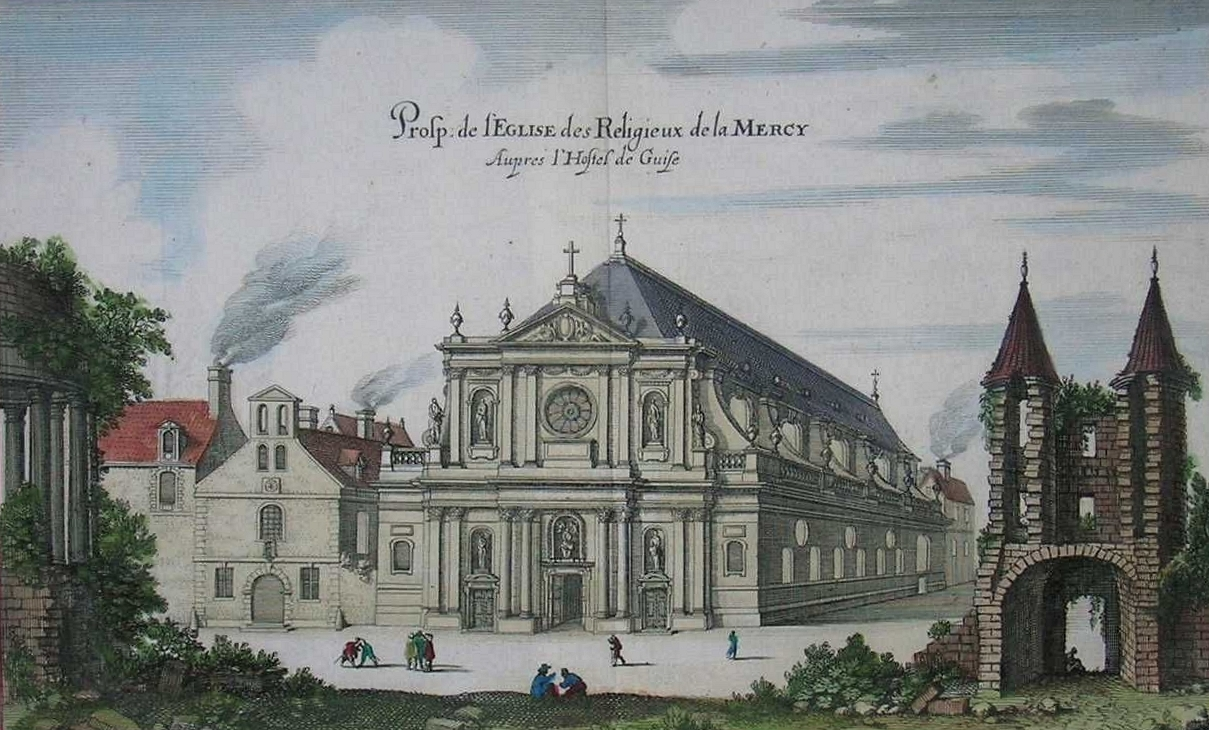
Église de la Mercy Merian vers 1655. État antérieur à la reconstruction de la façade en 1709 et à celle des bâtiments du couvent en 1731.
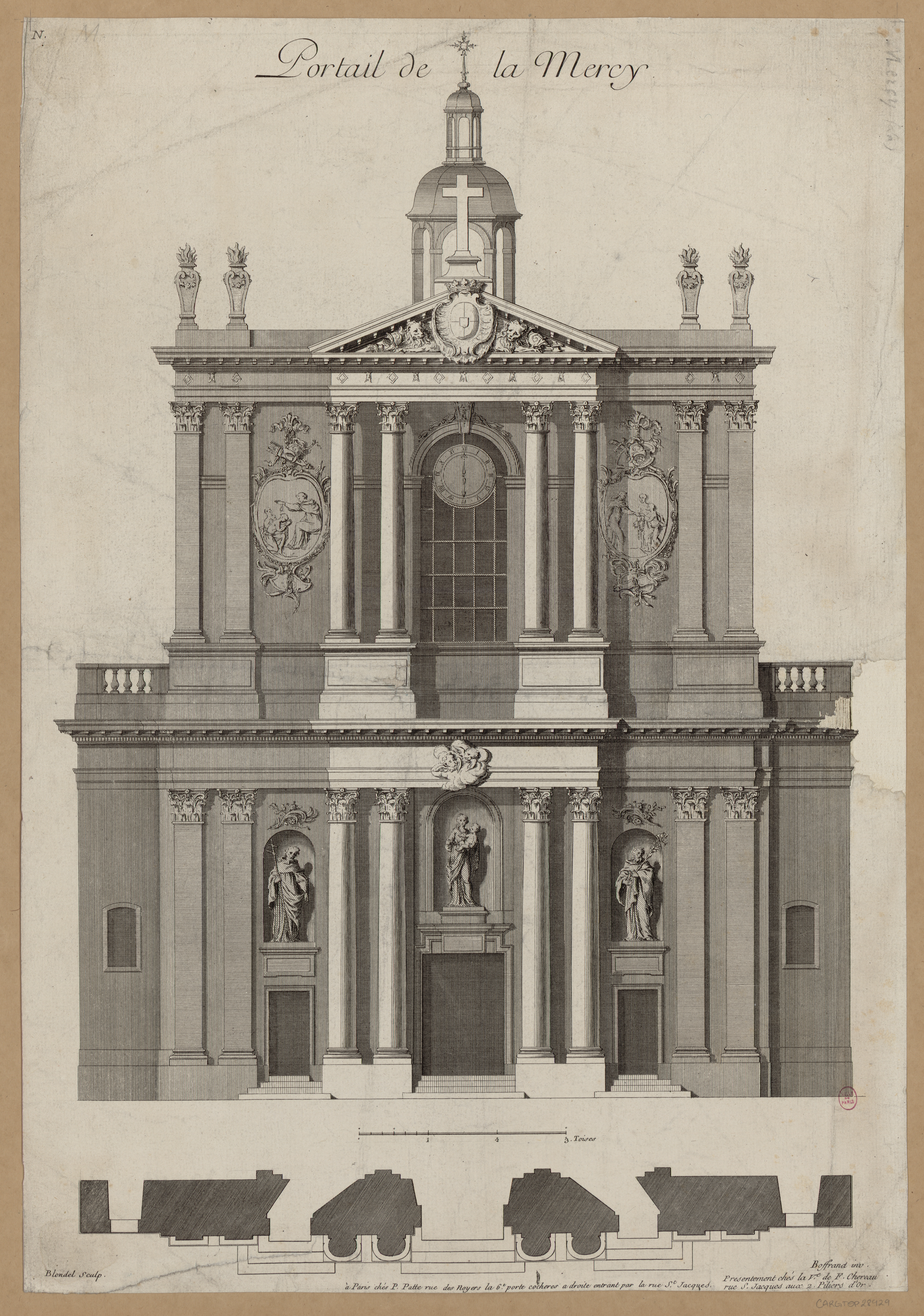
Façade reconstruite en 1709 par Germain Boffrand pour s'harmoniser avec l'hôtel de Soubise en face.
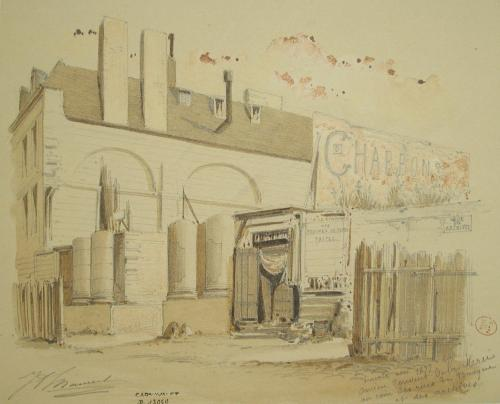
Église de la Merci en démolition en 1877 (dessin d’Adolphe Chauvet).